# Драмон
Драмон (англ. Drumone; ирл. Droim Eamhna) — деревня в Ирландии, находится в графстве Мит (провинция Ленстер).
В 1834 году в деревне была построена римско-католическая церковь Святой Марии. В 1920 в Драмоне появилась в настоящее время заброшенная гандбольная площадка. Местным клубом Гэльской атлетической ассоциации является Moylagh GAA.